# Carlisle Floyd
Carlisle Floyd (Latta, 11 de junho de 1926 – Tallahassee, 30 de setembro de 2021) foi um compositor de ópera norte-americano.
Essas obras teatrais, para as quais ele escreveu os libretos, normalmente abordam temas do Sul dos Estados Unidos, particularmente da pós-guerra civil, da Grande Depressão e da vida rural. Sua ópera mais conhecida, Susannah, é baseada em uma história dos Apócrifos Bíblicos, transferida para o Tennessee rural contemporâneo e escrita para um dialeto sulista. Foi estreado na Florida State University em 1955, com Phyllis Curtin no papel-título. Quando foi encenado na Ópera de Nova York no ano seguinte, a recepção foi inicialmente mista; alguns consideraram-na uma obra-prima, enquanto outros a degradaram como uma “ópera folclórica”. As apresentações subsequentes levaram a um aumento na reputação de Susannah e a ópera rapidamente se tornou uma das óperas americanas mais executadas.
Em 1976, tornou-se professor M. D. Anderson na Universidade de Houston. Ele foi cofundador do Houston Opera Studio para a formação de jovens cantores. Floyd é considerado o "Pai da ópera americana". 

## Vida
Em 1943, entrou no Converse College, em Spartanburg, Carolina do Sul, e estudou piano com Ernst Bacon. Bacon aceitou um cargo na Syracuse University, em Nova Iorque, Floyd seguiu-o, onde obteve um bacharelado em música em 1946. No ano seguinte, passou a fazer parte do corpo docente da Florida State University, em Tallahassee, permanecendo durante trinta anos e tornando-se professor de composição. Fez mestrado em Siracusa, em 1949.
Floyd morreu em 30 de setembro de 2021, aos 95 anos de idade, em Tallahassee.

## Obras
- Slow Dusk (1949)
- Susannah (1955)
- Wuthering Heights (1958)
- The Passion of Jonathan Wade (1962)
- The Sojourner and Mollie Sinclair (1963)
- Markheim (1966)
- Of Mice and Men (1970)
- Flower and Hawk (1972)
- Bilby's Doll (1976)
- Willie Stark (1981)
- Cold Sassy Tree (2000)

## Prémios e nomeações
- 1956 Guggenheim Fellowship
- 1957 Citation of Merit from the National Association of American Conductors and Composers
- 1959 Ten Outstanding Young Men of the Nation Award from the U.S. Junior Chamber of Commerce
- 1964 Distinguished Professor of Florida State University Award
- 1972 Resolution of Appreciation by the State of Florida Legislature
- 1983 Honory Doctorate from Dickinson College
- 1983 National Opera Institute's Award for Service to American Opera - the highest honor the institute bestows
- 2001 Inducted into the American Academy of Arts and Letters
- 2004 National Medal of Arts da White House[3]

## Discografia
- Susannah (Studer, Hadley, Ramey; Nagano, 1993-94) Virgin Classics
- Susannah (Curtin, Cassilly, Treigle; Andersson, 1962) [live] VAI
- Pilgrimage: excerpts (Treigle; Torkanowsky, 1971) Orion
- The Sojourner and Mollie Sinclair (Neway, Treigle; Rudel, 1963) VAI
- Markheim (Schuh, Treigle; Andersson, 1966) [live] VAI
- Of Mice and Men (Futral, Griffey, Hawkins; Summers, 2002) [live] Albany Records
- Cold Sassy Tree (Racette; Summers, 2000) [live] Albany Records
- Willie Stark (Jesse, Drake, Holcomb: 2007) [live] LSU Opera DVD

## Videografia
- Susannah: Revival Scene (Treigle; Yestadt, Treigle, 1958) [live] Bel Canto Society
- "Carlisle Floyd's Operatic Southland," liner notes by Brian Morgan, The Sojourner and Mollie Sinclair, VAI, 1999.